# Santa Rosalía (Baja California Sur)
Santa Rosalía is een stadje in de Mexicaanse deelstaat Baja California Sur. Santa Rosalía heeft 9.768 inwoners (census 2005) en is de hoofdplaats van de gemeente Mulegé.
Santa Rosalía is gelegen aan de Golf van Californië en wordt door middel van een veerpont verbonden met Guaymas aan de overzijde. De plaats is in de 17e eeuw gesticht als missiepost, maar is pas vanaf de 19e eeuw gaan groeien na ontdekking van koper in de regio. In de plaats bevindt zich een kerkgebouw dat volledig van staal is gemaakt, gebouwd door de Braziliaanse architect Bibiano Aristide Duclos, een studiegenoot van Gustave Eiffel.